# Centre hospitalier intercommunal Eure-Seine
 (août 2024).
Si vous disposez d'ouvrages ou d'articles de référence ou si vous connaissez des sites web de qualité traitant du thème abordé ici, merci de compléter l'article en donnant les références utiles à sa vérifiabilité et en les liant à la section « Notes et références ».
Le centre hospitalier Eure-Seine (CH Eure-Seine) est le 3e centre hospitalier derrière le CHU de Rouen et le groupe hospitalier du Havre pour les départements de Seine-Maritime et de l'Eure.
Implanté sur deux sites, Évreux et Vernon, le CH Eure-Seine est l’hôpital de référence du département de l'Eure et est le siège du SAMU 27. Il dessert un bassin de santé de 375 000 habitants. Son plateau technique (IRM, scanner, blocs opératoires, stérilisation, réanimation, surveillance continue, mammographe…) est complet et suit les évolutions technologiques continuelles.
Le CH Eure-Seine est l'établissement du département qui possède sur un même plateau technique tous les équipements nécessaires à une prise en charge complète. L’hôpital est doté d’une capacité de 579 lits et places dont 352 en médecine, 150 en chirurgie et 70 en obstétrique. Il dispose de l’ensemble des spécialités médicales et chirurgicales. Le CHI Eure-Seine travaille en étroite coopération[réf. nécessaire] avec le centre hospitalier universitaire de Rouen, les hôpitaux de la région, les cliniques du département et des départements limitrophes et la médecine de ville.
En 2023, l'établissement accuse un déficit de 20 millions d'euros.